# Saint-Martin-sur-Lavezon
Pour les articles homonymes, voir Saint-Martin et Lavézon (homonymie).
Saint-Martin-sur-Lavezon [sɛ̃ maʁtɛ̃ syʁ lavezɔ̃] est une commune française, située dans le département de l'Ardèche en région Auvergne-Rhône-Alpes.
Les habitants sont appelés les Saint-Martinois et les Saint-Martinoises.

## Géographie

### Situation et description
Saint-Martin-sur-Lavezon est une petite commune à vocation essentiellement rurale située entre l'agglomération de Privas et la vallée du Rhône. celle-ci est rattachée à la communauté de communes Ardèche Rhône Coiron.

### Géologie et relief
La commune est positionnée sur le rebord oriental du plateau du Coiron, une vaste table volcanique de basalte qui appartient au domaine de la moyenne montagne ardéchoise.

### Climat
Pour des articles plus généraux, voir Climat d'Auvergne-Rhône-Alpes et Climat de l'Ardèche.
En 2010, le climat de la commune est de type climat méditerranéen altéré, selon une étude du CNRS s'appuyant sur une série de données couvrant la période 1971-2000. En 2020, Météo-France publie une typologie des climats de la France métropolitaine dans laquelle la commune est exposée à un climat méditerranéen et est dans la région climatique Provence, Languedoc-Roussillon, caractérisée par une pluviométrie faible en été, un très bon ensoleillement (2 600 h/an), un été chaud (21,5 °C), un air très sec en été, sec en toutes saisons, des vents forts (fréquence de 40 à 50 % de vents > 5 m/s) et peu de brouillards.
Pour la période 1971-2000, la température annuelle moyenne est de 12,8 °C, avec une amplitude thermique annuelle de 17,6 °C. Le cumul annuel moyen de précipitations est de 1 161 mm, avec 7,4 jours de précipitations en janvier et 4,5 jours en juillet. Pour la période 1991-2020, la température moyenne annuelle observée sur la station météorologique de Météo-France la plus proche, « Berzème Rad », sur la commune de Berzème à 7 km à vol d'oiseau, est de 11,7 °C et le cumul annuel moyen de précipitations est de 1 167,3 mm,. Pour l'avenir, les paramètres climatiques de la commune estimés pour 2050 selon différents scénarios d'émission de gaz à effet de serre sont consultables sur un site dédié publié par Météo-France en novembre 2022.

### Hydrographie
La commune est également située dans la vallée du Lavézon, petite rivière de 16,5 km et qui descend les contreforts du plateau du Coiron pour rejoindre le Rhône au niveau de Meysse

### Voies de communication
Le territoire communal est positionné à l'écart des grandes voies routières et n'est traversée que par la route départementale 213 (RD213), voie secondaire qui relie Meysse à Chomérac.

### Lieux-dits, hameaux et écarts
Saint-Martin-sur-Lavezon comprend plusieurs quartiers ou hameaux :
- La Bastide
- Chanègues
- L'inférieur
- Le supérieur

## Urbanisme

### Typologie
Au 1er janvier 2024, Saint-Martin-sur-Lavezon est catégorisée commune rurale à habitat très dispersé, selon la nouvelle grille communale de densité à 7 niveaux définie par l'Insee en 2022.
Elle est située hors unité urbaine. Par ailleurs la commune fait partie de l'aire d'attraction de Montélimar, dont elle est une commune de la couronne,. Cette aire, qui regroupe 45 communes, est catégorisée dans les aires de 50 000 à moins de 200 000 habitants,.

### Occupation des sols
L'occupation des sols de la commune, telle qu'elle ressort de la base de données européenne d’occupation biophysique des sols Corine Land Cover (CLC), est marquée par l'importance des forêts et milieux semi-naturels (71,1 % en 2018), en diminution par rapport à 1990 (73,4 %). La répartition détaillée en 2018 est la suivante : 
forêts (45,8 %), milieux à végétation arbustive et/ou herbacée (25,3 %), prairies (20,6 %), zones agricoles hétérogènes (8,3 %).
L'évolution de l’occupation des sols de la commune et de ses infrastructures peut être observée sur les différentes représentations cartographiques du territoire : la carte de Cassini (XVIIIe siècle), la carte d'état-major (1820-1866) et les cartes ou photos aériennes de l'IGN pour la période actuelle (1950 à aujourd'hui).

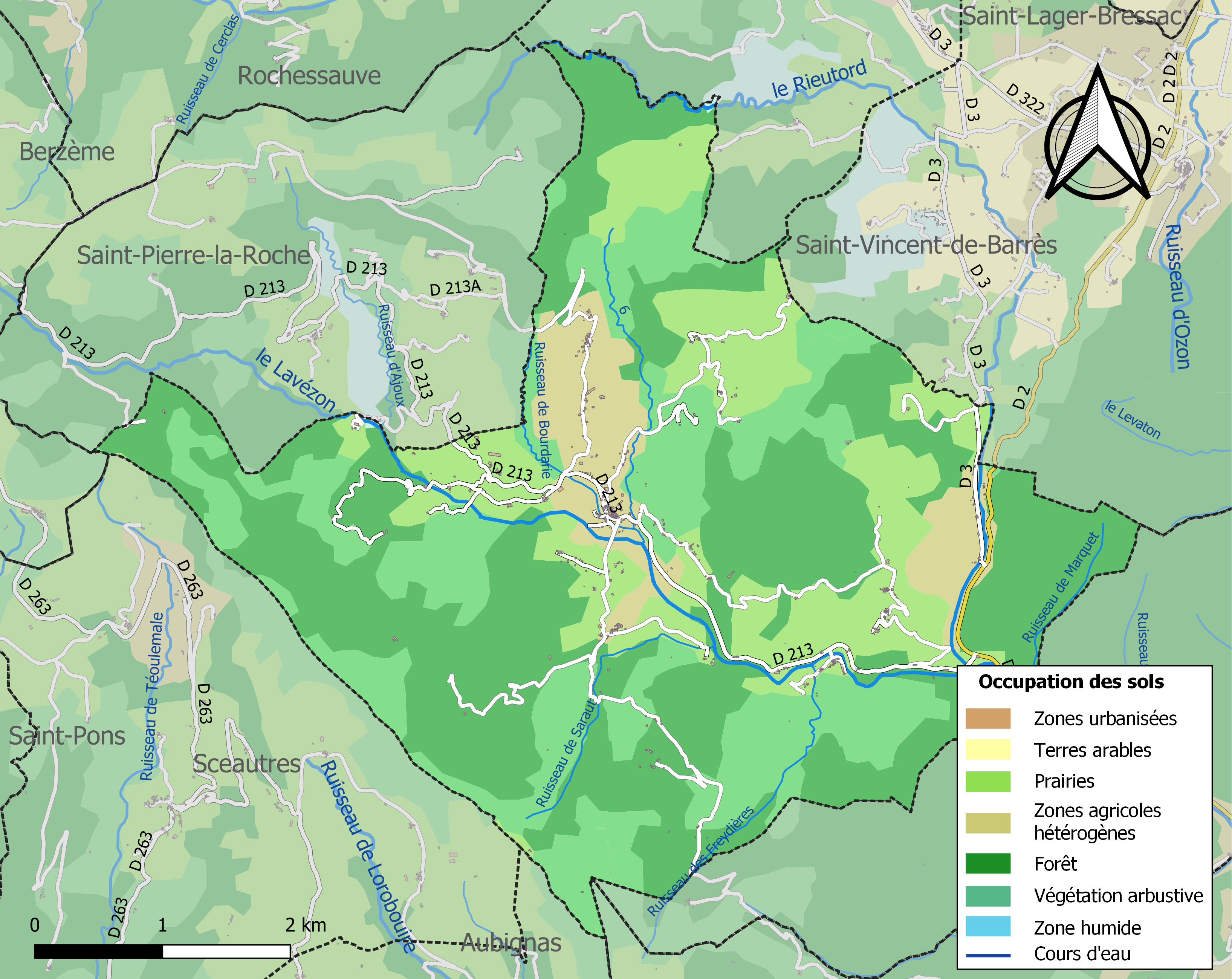
Carte des infrastructures et de l'occupation des sols de la commune en 2018 (CLC).

### Risques naturels

#### Risques sismiques
La totalité du territoire de la commune de Saint-Martin-sur-Lavezon est situé en zone de sismicité no 3 (sur une échelle de 1 à 5), comme la plupart des communes situées dans la vallée du Rhône et la Basse Ardèche, mais en limite orientale de la zone no 2 qui correspond au plateau ardéchois.
| Type de zone | Niveau            | Définitions (bâtiment à risque normal) |
| ------------ | ----------------- | -------------------------------------- |
| Zone 3       | Sismicité modérée | accélération = 1,1 m/s2                |

## Histoire
Pour un article plus général, voir Histoire de l'Ardèche.
Cette commune est le résultat de la fusion des anciennes communes de Saint-Martin-le-Supérieur et de Saint-Martin-l’Inférieur, dans la vallée du Lavezon en 1989.

## Politique et administration

### Liste des maires de Saint-Martin l'Inférieur
| Période                                  | Période       | Identité                                   | Étiquette | Qualité                              |
| ---------------------------------------- | ------------- | ------------------------------------------ | --------- | ------------------------------------ |
| Les données manquantes sont à compléter. |               |                                            |           |                                      |
| 1813                                     | octobre 1824  | Jacques Pampelonne                         |           |                                      |
| octobre 1824                             | octobre 1830  | Louis Patou                                |           | Propriétaire                         |
| octobre 1830                             | janvier 1838  | Étienne Audouard                           |           | Négociant (1841), agriculteur (1875) |
| janvier 1838                             | décembre 1840 | Pierre Cheynet                             |           | Propriétaire                         |
| décembre 1840                            | mars 1848     | Étienne Audouard                           |           | Négociant (1841), agriculteur (1875) |
| mars 1848                                | décembre 1851 | Pierre Isidore Cheynet                     |           | Propriétaire                         |
| décembre 1851                            | mai 1867      | Étienne Audouard                           |           | Négociant (1841), agriculteur (1875) |
| mai 1867                                 | novembre 1879 | Jean Joseph de Guyon de Geys de Pampelonne |           | Rentier (1879)                       |
| février 1880                             | janvier 1881  | Pierre Arcis                               |           | Cultivateur                          |
| janvier 1881                             | mai 1888      | Étienne Besson                             |           | Cultivateur                          |
| mai 1888                                 | avril 1896    | Cyprien Arcis                              |           | Cultivateur                          |
| mai 1896                                 | avril 1904    | Émile Louis Basile Tulli                   |           | Moulinier en soie                    |

### Liste des maires de Saint-Martin-le-Supérieur
| Période                                  | Période       | Identité                  | Étiquette | Qualité                                              |
| ---------------------------------------- | ------------- | ------------------------- | --------- | ---------------------------------------------------- |
| Les données manquantes sont à compléter. |               |                           |           |                                                      |
| 1813                                     | janvier 1820  | Jacques Gilles Beauthéac  |           | Rentier                                              |
| janvier 1820                             | décembre 1824 | Étienne Audouard          |           |                                                      |
| janvier 1825                             | octobre 1830  | Jean-Pierre Bayle         |           | Agriculteur                                          |
| octobre 1830                             | février 1867  | Antoine Jamme             |           | Propriétaire à la Bastide (1829), cultivateur (1867) |
| juin 1867                                | janvier 1870  | Jacques Arsac             |           | Aubergiste aux Plans (1870)                          |
| septembre 1870                           | février 1874  | Jean Régis Stylite Bayle  |           | Cultivateur aux Plans (1867, 1900)                   |
| février 1874                             | avril 1876    | Jean Vincent Vernet       |           | Propriétaire (1858)                                  |
| juin 1876                                | octobre 1876  | Jacques Marc Antoine Menu |           | Propriétaire rentier aux Trouillers (1867)           |
| octobre 1876                             | janvier 1881  | Jean Régis Stylite Bayle  |           | Cultivateur aux Plans (1867, 1900)                   |
| janvier 1881                             | mai 1896      | François Nicolas          |           |                                                      |
| juin 1896                                | mai 1904      | Léopold Alexis Audouard   |           | Cultivateur à Lachamp (1896)                         |

### Liste des maires de Saint-Martin-sur-Lavezon
| Période                                  | Période                   | Identité                   | Étiquette | Qualité              |
| ---------------------------------------- | ------------------------- | -------------------------- | --------- | -------------------- |
| Les données manquantes sont à compléter. |                           |                            |           |                      |
| avant 1995                               | 1995                      | Émile Nicolas              |           |                      |
| juin 1995                                | mars 2001                 | Victor-Régis de Pampelonne |           |                      |
| mars 2001                                | mars 2008                 | Denis Crouzet              |           |                      |
| mars 2008                                | 2020                      | Jean Robert                | SE        | Agriculteur retraité |
| 2020                                     | En cours (au 6 août 2020) | Marie-Noëlle Laville       |           |                      |

## Population et société

### Démographie
L'évolution du nombre d'habitants est connue à travers les recensements de la population effectués dans la commune depuis 1793. Pour les communes de moins de 10 000 habitants, une enquête de recensement portant sur toute la population est réalisée tous les cinq ans, les populations de référence des années intermédiaires étant quant à elles estimées par interpolation ou extrapolation. Pour la commune, le premier recensement exhaustif entrant dans le cadre du nouveau dispositif a été réalisé en 2008.

En 2022, la commune comptait 430 habitants, en évolution de −0,92 % par rapport à 2016 (Ardèche : +2,48 %, France hors Mayotte : +2,11 %).
| 1793 | 1800 | 1806 | 1821 | 1831 | 1836 | 1841 | 1846 | 1851 |
| ---- | ---- | ---- | ---- | ---- | ---- | ---- | ---- | ---- |
| 426  | 435  | 535  | 496  | 648  | 672  | 686  | 673  | 700  |

| 1856 | 1861 | 1866 | 1872 | 1876 | 1881 | 1886 | 1891 | 1896 |
| ---- | ---- | ---- | ---- | ---- | ---- | ---- | ---- | ---- |
| 708  | 655  | 613  | 580  | 606  | 623  | 589  | 561  | 556  |

| 1901 | 1906 | 1911 | 1921 | 1926 | 1931 | 1936 | 1946 | 1954 |
| ---- | ---- | ---- | ---- | ---- | ---- | ---- | ---- | ---- |
| 491  | 503  | 472  | 230  | 387  | 179  | 176  | 262  | 234  |

| 1962 | 1968 | 1975 | 1982 | 1990 | 1999 | 2006 | 2008 | 2013 |
| ---- | ---- | ---- | ---- | ---- | ---- | ---- | ---- | ---- |
| 184  | 179  | 232  | 321  | 351  | 395  | 430  | 440  | 438  |

| 2018 | 2022 | - | - | - | - | - | - | - |
| ---- | ---- | - | - | - | - | - | - | - |
| 429  | 430  | - | - | - | - | - | - | - |

### Enseignement
La commune est rattachée à l'académie de Grenoble.

### Médias
La commune est située dans la zone de distribution de deux organes de la presse écrite :
- L'Hebdo de l'Ardèche

Il s'agit d'un journal hebdomadaire français basé à Valence et diffusé à Privas depuis 1999. Il couvre l'actualité de tout le département de l'Ardèche.
- Le Dauphiné libéré

Il s'agit d'un journal quotidien de la presse écrite française régionale distribué dans la plupart des départements de l'ancienne région Rhône-Alpes, notamment l'Ardèche. La commune est située dans la zone d'édition de Privas.

### Cultes
L'église Saint-Martin et la communauté catholique sont rattachées à la paroisse Saint Charles de Foucauld.

## Culture locale et patrimoine

### Lieux et monuments
- Château de Pampelonne
- Église Saint-Martin de Saint-Martin-le-Supérieur
- Église Saint-Martin de Saint-Martin-l'Inférieur

### Personnalités liées à la commune
- Antoine Jacques de Guyon de Geis de Pampelonne, homme politique né le 23 décembre 1754 à Saint-Martin-sur-Lavezon (Ardèche) et mort le 20 juillet 1820 à Paris.

### Héraldique
|  | Saint-Martin-sur-Lavezon possède des armoiries dont l'origine et le blasonnement exact ne sont pas disponibles. |